# Utolsó percig
Utolsó percig je hudební album skupiny Kárpátia. Vydáno bylo v roce 2010.

## Seznam skladeb
1. Utolsó percig
2. Pásztortüzek
3. Felvidéki induló
4. Bordal
5. Turul
6. Legenda
7. Vérrel irom
8. Magad Uram
9. Jókívánság
10. Hajdanán
11. Himnusz